# Saint-Brevin-les-Pins
Saint-Brevin-les-Pins ist eine französische Gemeinde mit 14.645 Einwohnern (Stand 1. Januar 2022) im Département Loire-Atlantique in der Region Pays de la Loire. Sie liegt an der Mündung der Loire in den Atlantik. Im Gemeindegebiet liegt das südliche Widerlager der Saint-Nazaire-Brücke.

## Geografie
Die Gemeinde liegt rund 60 Kilometer westlich von Nantes. Die Saint-Nazaire-Brücke verbindet die Gemeinde mit der Stadt Saint-Nazaire auf der anderen Seite der hier ins Meer mündenden Loire.

## Natur
Die Gemeinde hat eine vielfältige Natur: Zum einen gibt es die insgesamt neun Kilometer langen Sandstrände am Meer. Dazu kommen die teils bewaldete Dünenlandschaft hinter den Stränden, Waldgebiete im Hinterland sowie die Mündung der Loire.
Der Dolmen de la Briordais ist seit 1981 ein Monument historique. Der Menhir de la Pierre Attelée steht in einem öffentlichen Park in Saint-Brevin-les-Pins. Der Menhir Pierre de Gargantua steht in Mindin, nördlich des Ortes. Pont Gaulois oder Pont-Bossu („gallische Brücke“, „buckelige Brücke“) ist eine aus der gallischen Zeit stammende Steinplattenbrücke beim Ort.

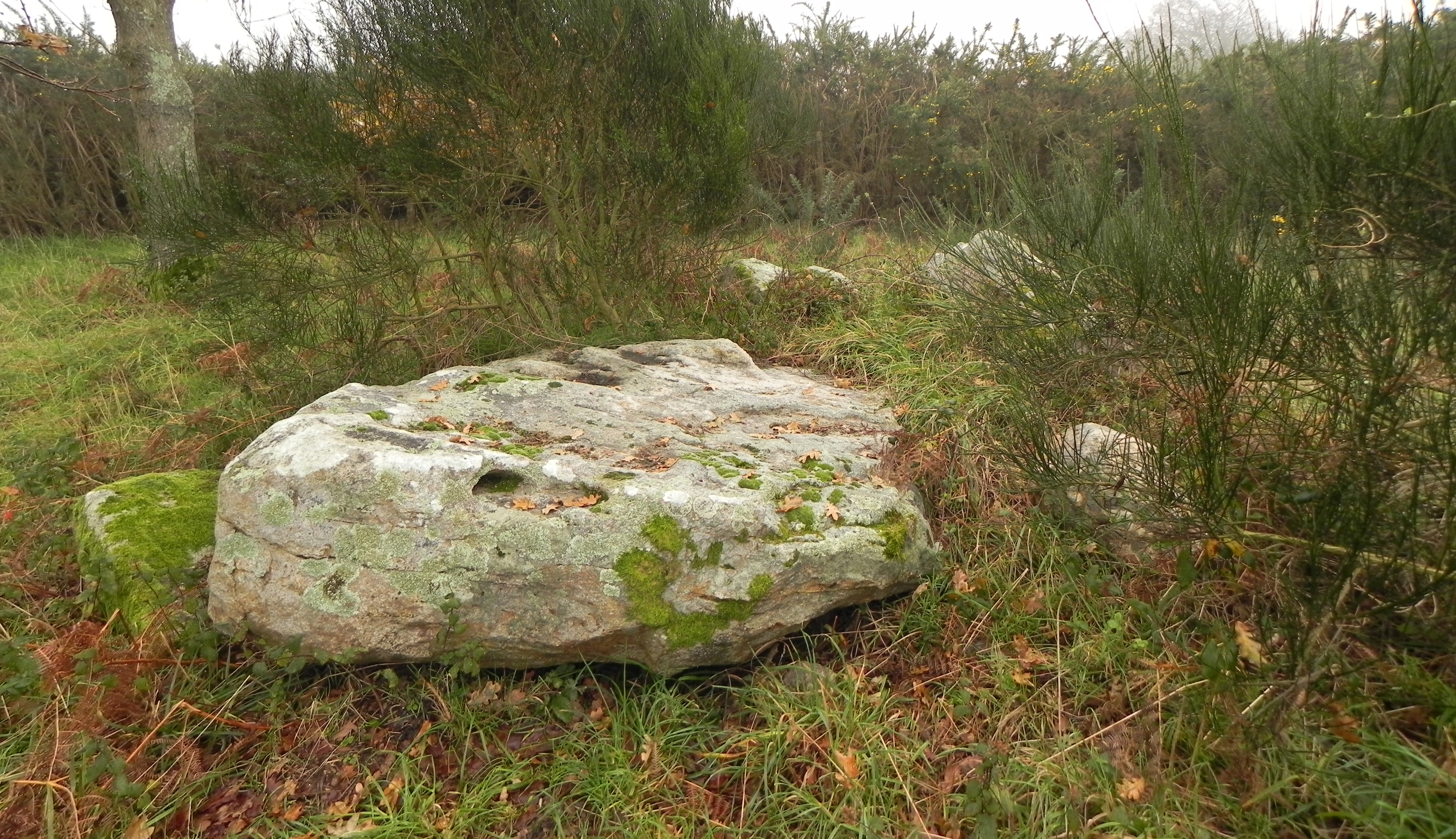
Dolmen de la Briordais
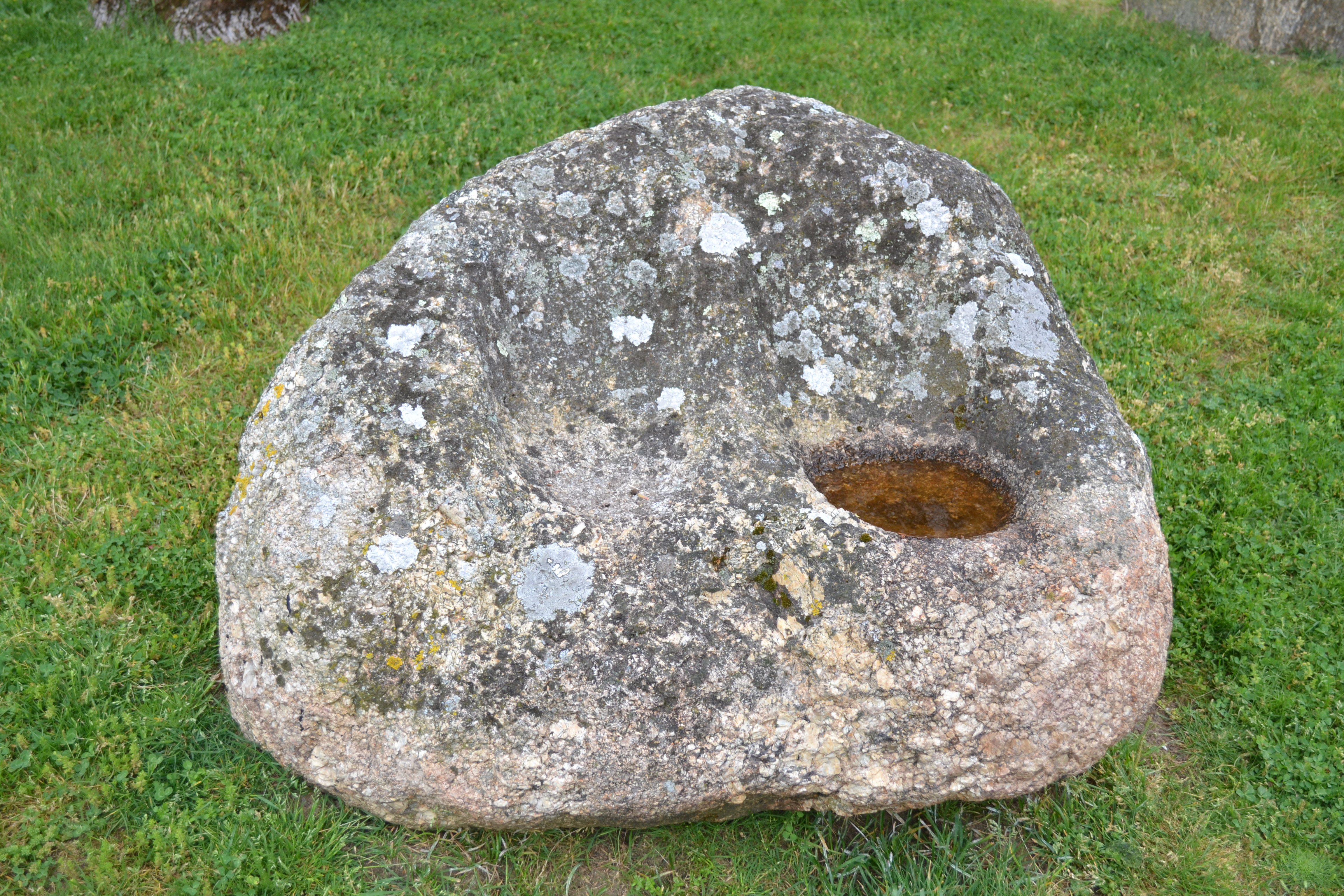
Meule les Fesses du Diable ist ein Mörser mit ovalen Eintiefungen
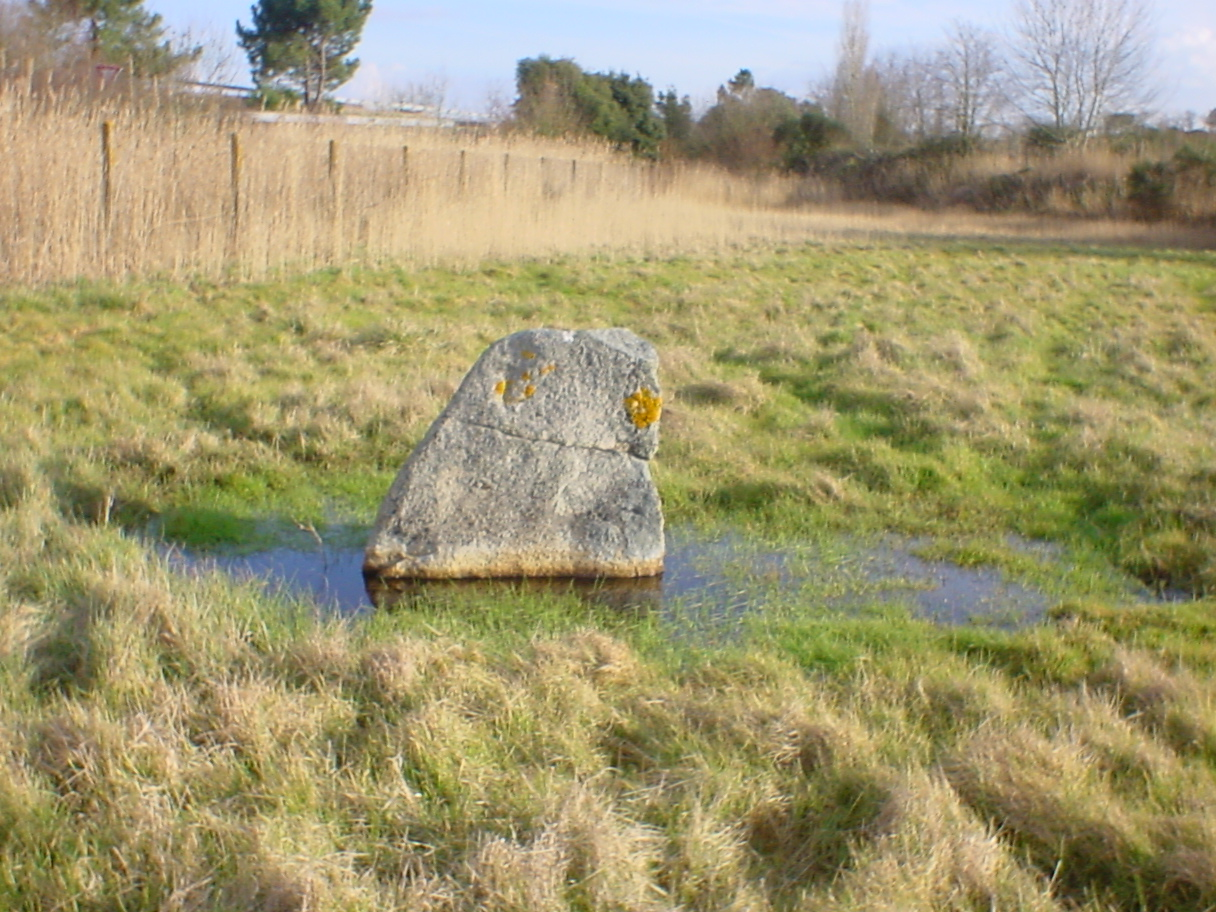
Pierre de Gargantua
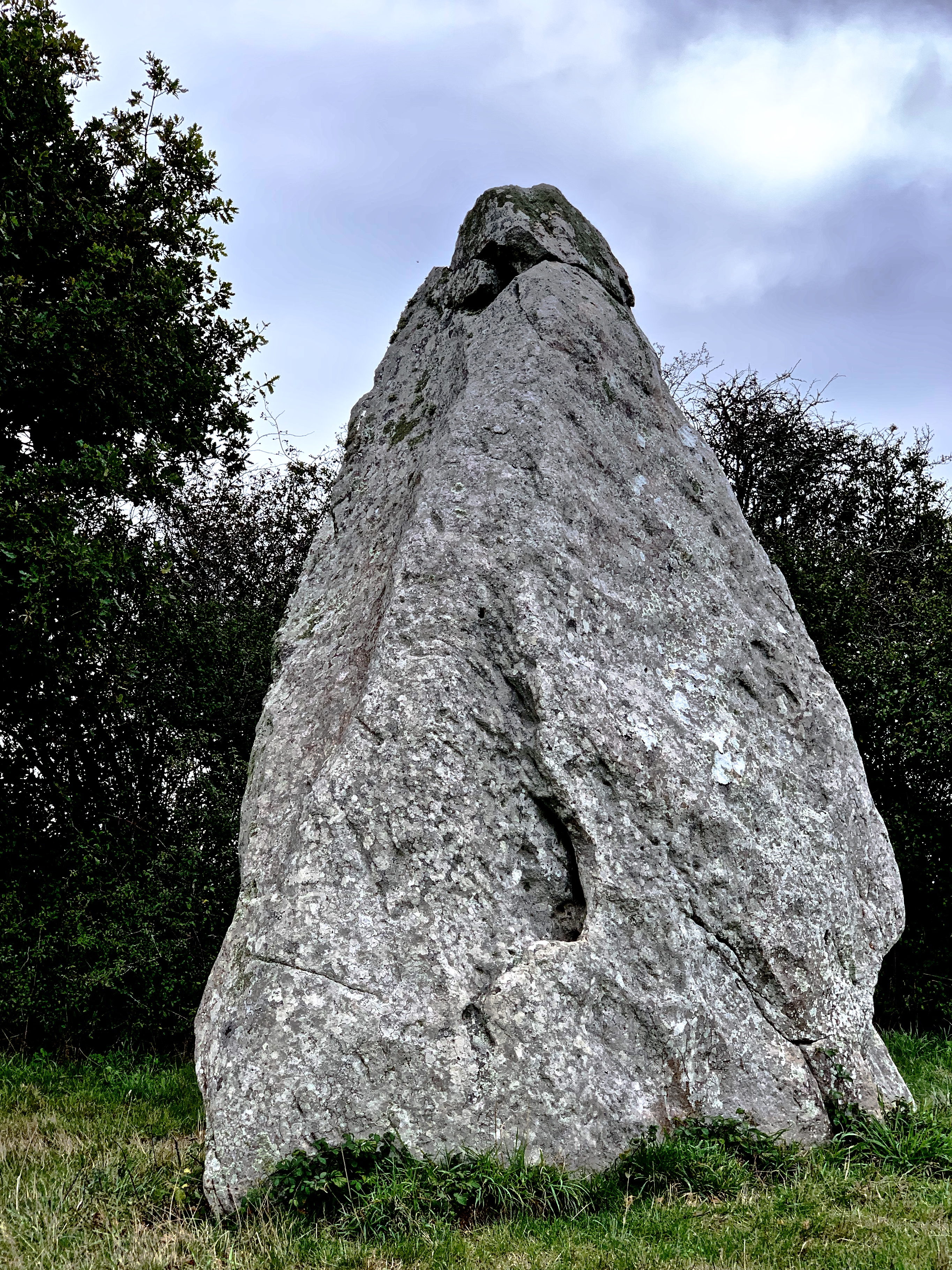
Menhir du Boivre

## Geschichte
2022 wurde in Saint-Brevin-les-Pins ein Empfangszentrum für Geflüchtete, ein sogenanntes Centre d’acceuil pour demandeurs d’asile (CADA) eingerichtet, um die Region Paris zu entlasten. Diese Entscheidung wurde nicht in der Gemeinde gefällt, dennoch setzten Rechtsextreme das Auto und später das Haus des örtlichen Bürgermeisters in Brand. Der Bürgermeister musste seine Funktion verlassen und wegziehen. Eine Nachfolgerin wurde eingesetzt. Der Fall wurde auf nationaler Ebene bekannt, als sich auf Wunsch der Bevölkerung die Ligue des droits de l’homme einschaltete. Eine im September 2023 von ihr mitorganisierte Veranstaltung mit 450 Teilnehmern zur Frage der dortigen Vorgänge fand unter dem  Polizeischutz der CRS statt und wurde von bewaffneten Rechtsextremen bedroht.

### Bevölkerungsentwicklung
| Jahr      | 1962 | 1968 | 1975 | 1982 | 1990 | 1999 | 2008   | 2017   |
| Einwohner | 7357 | 8008 | 8614 | 8582 | 8688 | 9608 | 12.294 | 13.802 |